# Ukrainische Autokephale Orthodoxe Kirche (1989–2018)

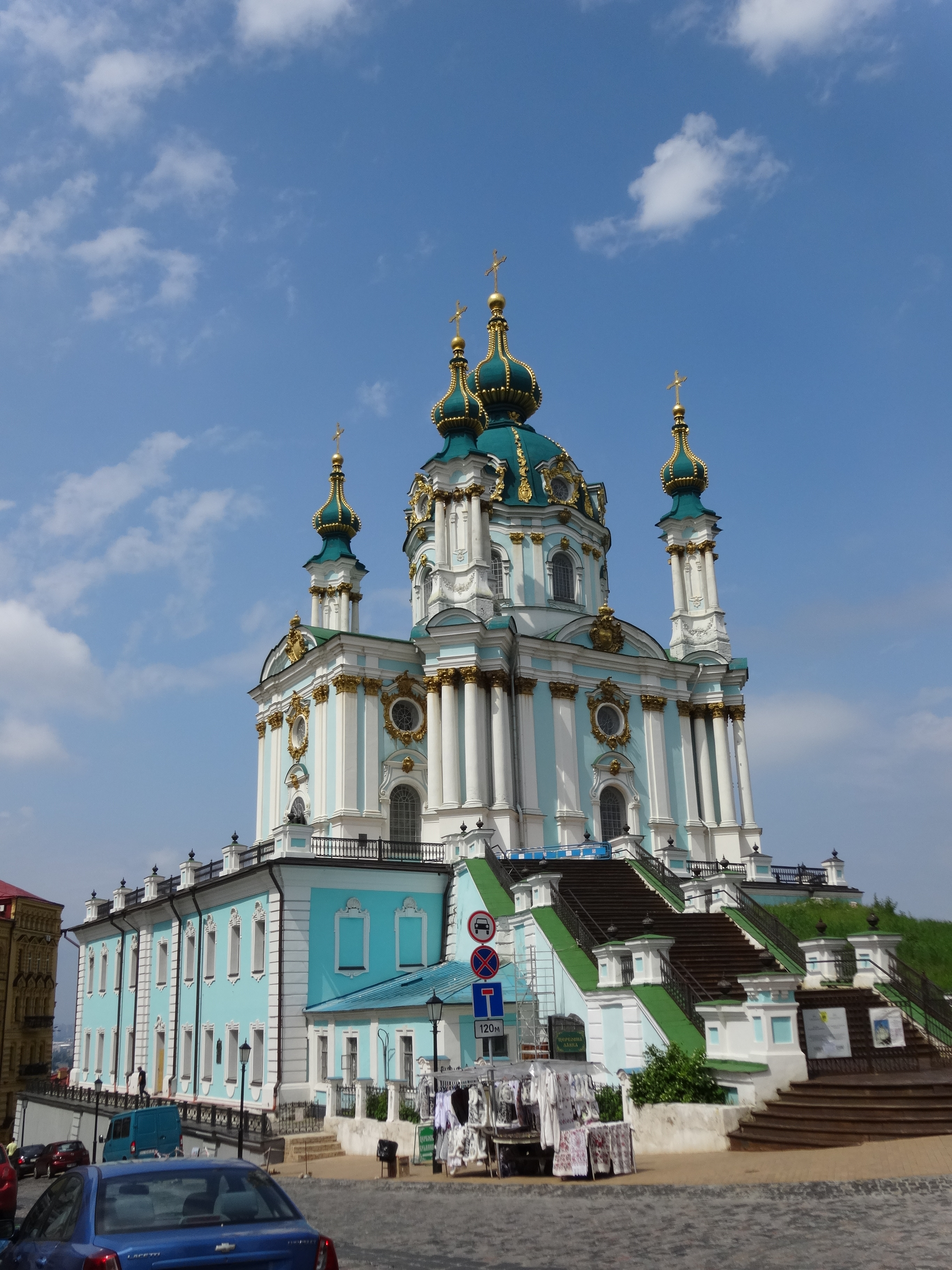
St.-Andreas-Kirche in Kiew

Die Ukrainische Autokephale Orthodoxe Kirche (ukrainisch Українська автокефальна православна церква) war eine autokephale orthodoxe Kirche in der Ukraine. Zu ihr zählten sich 2016 etwa 1,4 % der Bevölkerung. Ihr Sitz war in Kiew. 2018 wurden die konkurrierenden Kirchen in der Ukraine gegen den Widerstand des Moskauer Patriarchats dem ökumenischen Patriarchat von Konstantinopel in Istanbul unterstellt, mit dem Ziel, diese miteinander zu vereinigen. Am 15. Dezember 2018 wurde im Rahmen einer Synode die Fusion der Ukrainischen Autokephalen Orthodoxen Kirche mit der bis dahin bestehenden Ukrainisch-Orthodoxen Kirche des Kiewer Patriarchats beschlossen, zur Orthodoxen Kirche der Ukraine.

## Geschichte
1990 wurde die Ukrainische Autokephale Orthodoxe Kirche offiziell auch in der Ukraine wieder gegründet und vereinigte sich mit den ausländischen Eparchien. Oberhaupt wurde Patriarch Mstyslaw (Skrypnyk) aus den USA.
1992 schloss sie sich der neuen Ukrainisch-Orthodoxen Kirche – Kiewer Patriarchat an, auch diese gemeinsame Kirche wurde von Patriarch Mstyslaw formal geleitet. 1993 trennten sich beide Kirchen nach dem Tod von Patriarch Mstyslaw wieder, neuer Patriarch wurde Dymytrij Jarema.
1995 lösten sich die Eparchien in den USA, Westeuropa und Australien von der ukrainischen Kirche und bildeten eigene Kirchen. Sie unterstellten sich dem Ökumenischen Patriarchat von Konstantinopel und gehörten damit zu einer kanonischen Kirche.
1997 gründeten Bischöfe einiger russischer Diözesen eine unabhängige Russische Wahre Orthodoxe Kirche.
Letzter Metropolit der Ukrainischen Autokephalen Orthodoxen Kirche war Makarij Maletytsch.

## Strukturen
Die Kirche war in 14 Eparchien mit 1185 Gemeinden organisiert. Zu ihr zählten sich unterschiedlichen Erhebungen zufolge zwischen 0,8 % und 2,4 % der Bevölkerung. Die Anhängerschaft war regional ungleich verteilt: Während sich in der Zentralregion (Oblaste Poltawa, Tscherkassy, Kirowohrad) 4,5 % zu der Kirche bekannten, waren es an der Schwarzmeerküste (Oblaste Odessa, Mykolajiw, Cherson) nur 0,3 %.
Die Kirche wurde von einem Patriarchalischen Konzil geführt, das aus dem Metropoliten und je 2 Bischöfen, Prälaten und Laien bestand.
Zentrale Kathedrale war die St.-Andreas-Kirche in Kiew.
Sie hatte 12 Klöster.

### Kirchenrechtliche Situation
Die Ukrainische Autokephale Orthodoxe Kirche wurde von anderen orthodoxen Kirchen nicht anerkannt.
Seit 2015 bemühte sie sich in Gesprächen mit der Ukrainisch-Orthodoxen Kirche (Moskauer Patriarchat) und der Ukrainisch-Orthodoxen Kirche (Kiewer Patriarchat) um einen Zusammenschluss der Kirchen.